# Automeris oberthürii
Automeris oberthürii är en fjärilsart som beskrevs av Jean Baptiste Boisduval 1875. Automeris oberthürii ingår i släktet Automeris och familjen påfågelsspinnare. Inga underarter finns listade i Catalogue of Life.